# Area tegmentale ventrale
L'area tegmentale ventrale (dal latino tegmentum, ossia rivestimento), conosciuta anche come ventral tegmental area (VTA), è un gruppo di neuroni localizzato in vicinanza della linea mediana sul pavimento del mesencefalo. Nella VTA sono contenuti i pirenofori di neuroni appartenenti ai sistemi dopaminergici (tra cui il mesolimbico ed il mesocorticale) ed è ampiamente implicata nel sistema di ricompensa del cervello, sia per via fisiologica che sotto stimoli di sostanze stupefacenti. La VTA è importante nella cognizione, motivazione, assuefazione e dipendenza da droghe, nelle emozioni legate all'amore ed è implicata in diversi disturbi mentali. Questa formazione contiene neuroni che proiettano a numerose aree dell'encefalo, dalla corteccia prefrontale alle regioni più caudali del tronco encefalico.

## Anatomia
I neurobiologi hanno spesso una certa difficoltà nel distinguere la VTA, nell'uomo e in altri encefali di primate, dalla sostanza nera e i nuclei circostanti. Originariamente, la VTA fu descritta come un 'nucleo', ma con il tempo il termine 'area' si è rivelato più appropriato per descrivere l'eterogeneità della sua citoarchitettonica e la mancanza di chiari punti di demarcazione per separare questa formazione dalle altre regioni adiacenti. In considerazione delle afferenze selettive legate al sistema limbico, alle cellule della VTA è stata designata l'area A10 per differenziarle dalle cellule vicine (per esempio la sostanza nera è designata come A9).

### Localizzazione
La VTA è situata nel mesencefalo fra numerose aree di importante considerazione. Fra queste sono da ricordare i corpi mammillari e l'ipotalamo posteriore, entrambi formazioni del diencefalo e situati rostralmente rispetto alla VTA; il nucleo rosso e le fibre del nervo oculomotore (III paio), localizzati ventromedialmente alla VTA. Il ponte e le altre formazioni del rombencefalo situate caudalmente. Infine, la sostanza nera si trova lateralmente.

### Struttura
Nel 1987, Oades identificò quattro nuclei primari nella VTA: il nucleo paranigrale (Npn), il nucleo parabrachiale pigmentoso (Npbp), il nucleo interfascicolare (Nif), e il nucleo lineare (Nln) caudale e rostrale. Attualmente, gli scienziati dividono la VTA sempre in quattro zone chiamate: nucleo paranigrale (PN), area pigmentata parabrachiale (PBP), area retroflessa parafascicolare (PFR) e la coda tegmentale ventrale (VTT), che approssimativamente corrispondono alle precedenti divisioni. Alcune definizioni dell'area tegmentale ventrale includono anche i nuclei sulla linea mediana (come ad esempio il nucleo interfascicolare, il nucleo lineare rostrale, e il nucleo lineare centrale).
PN e PBP sono ricchi di cellule dopaminergiche, mentre le altre due regioni ne sono scarsamente provviste. PFR e VTT contengono basse densità di corpi cellulari positivi alla tirosina idrossilasi (TH), di piccole dimensioni e poco colorabili. PN e PBP, invece contengono principalmente corpi cellulari positivi alla TH, di medie dimensioni e moderatamente colorabili.

### Funzione
Come accennato precedentemente, i neuroni dopaminerigici della VTA svolgono diverse funzioni nel sistema di ricompensa, motivazione, cognizione, assuefazione e dipendenza da droghe, e possono essere la causa di numerosi disturbi mentali. Inoltre, si è visto anche che sono in grado di processare vari tipi di emozione provenienti dall'amigdala; anch'essi infatti avrebbero un ruolo nell'elusione e nella paura condizionata.